# Shohreh Bayat
Shohreh Bayat, född 1987 i Rasht i Iran, är en iransk schackdomare och kvinnorättskämpe.
Bayat är uppvuxen i Iran och väckte uppmärksamhet i samband med Världsmästerskapen i schack för damer i Kina och Ryssland år 2020 då hon arbetade som domare. I samband med mästerskapen spreds bilder på Bayat där hon enligt den iranska regimen inte bar sin hijab i enlighet med reglerna och hon valde att bemöta kritiken genom att sluta använda hijab helt.
Bayat förde i och med detta fram kritik mot regimen i Iran och valde att söka asyl i Storbritannien eftersom hon inte längre kände sig trygg att återvända till sitt hemland.
Bayat tilldelades 2020 International Women of Courage Award. 